# Angela Bassett
Angela Evelyn Bassett (Harlem, Nova York, 16 d'agost de 1958) és una actriu estatunidenca guanyadora del Premi Globus d'Or i coneguda pels papers biogràfics.

## Carrera
El seu debut com a actriu va ser el 1985, en el paper d'una prostituta al telefilm  Doubletake ; després va debutar en el cinema el 1986 amb la pel·lícula F/X, interpretant el paper d'una reportera.
Després d'interpretar moltes sèries de televisió, el seu primer paper important va ser en la pel·lícula de John Singleton  Els nois del barri, filmada el 1991. El 1992 Spike Lee la vol per la seva Malcolm X. La Bassett fa el paper de Betty Shabazz, l'esposa de Malcolm X.
El 1993 va interpretar Tina Turner a la pel·lículaWhat's Love Got to Do with It, que li va suposar la nominació a l'Oscar a la millor actriu. El 1995 es va donar a conèixer al gran públic per la seva interpretació a Strange Days, dirigida per Kathryn Bigelow,Vampir a Brooklyn , dirigida per Wes Craven i Donne – Waiting to Exhale, dirigida per Forest Whitaker.
El 2002 va interpretar Rosa Parks, a la pel·lícula per la televisió The Rosa Parks Story.

### Vida personal

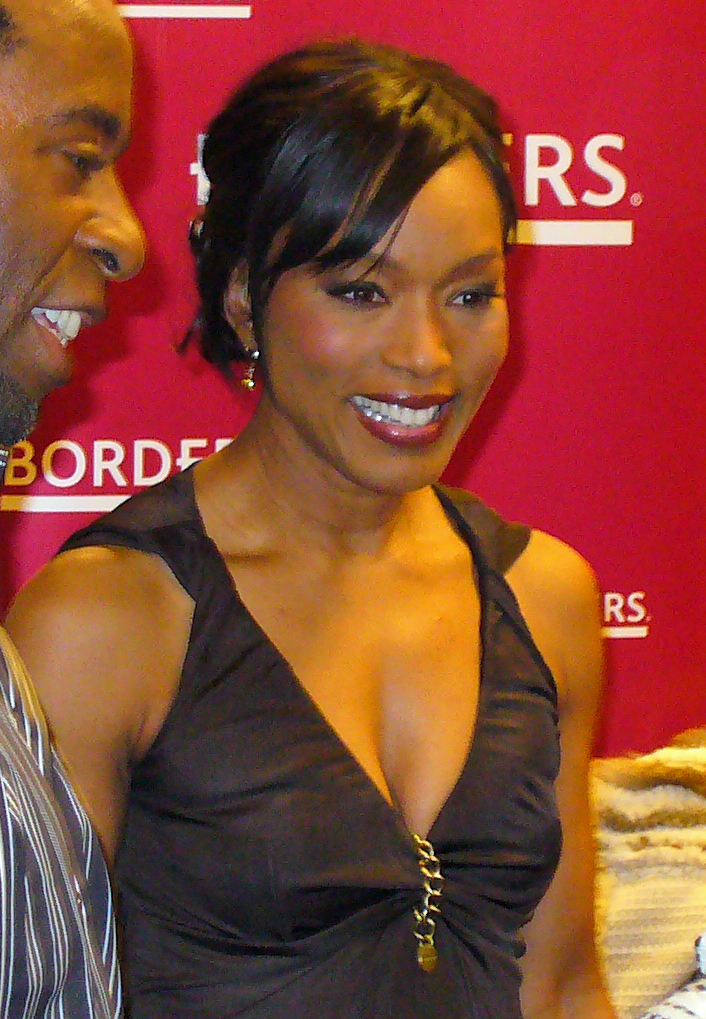
Bassett a la Ciutat de Nova York amb el seu marit Courtney Vance.

Bassett és una persona que no parla de la seva vida personal. És molt religiosa i assisteix a l'església de Déu en Crist de Los Angeles, amb l'actor i amic Denzel Washington. Bassett deia a Los Angeles Times: "Estimar Déu és com ser negre. Només s'hi és. [Ningú no diu] 'Saps què? Vull ser negre avui'! És la meva cultura. No és alguna cosa que em poso o em trec o ensenyo. Només comunica la manera de viure la vida."
Està casada amb l'actor Courtney B. Vance des de 1997. A l'estiu de 2005, feien junts de protagonistes en una producció de l'obra His Girl Friday al Guthrie Theater a Minneapolis, Minnesota. Els fills de la parella, Slater Josiah i Bronwyn Golden, van néixer el 27 de gener de 2006. Durant una entrevista al Show de Oprah Winfrey, la parella confirmava que els bessons van néixer mitjançant una mare de substitució després d'uns quants anys d'intents fracassats de tenir fills de manera natural.
Bassett dona suport a programes per a les Arts, especialment per a joventut. Anualment assisteix a festivals per a nens amb diabetis i per acollida, i és una Ambaixadora activa de l'UNICEF.
És actualment ambaixadora de Generositat d'UNICEF pels Estats Units.

## Filmografia
| Cinema | Cinema                                        | Cinema                    | Cinema                                                                               |
| Any    | Títol                                         | Personatge                | Notes                                                                                |
| ------ | --------------------------------------------- | ------------------------- | ------------------------------------------------------------------------------------ |
| 1986   | F/X                                           | Reportera TV              |                                                                                      |
| 1990   | Poli de guarderia (Kindergarten Cop)          | Stewardess                |                                                                                      |
| 1991   | Critters 4                                    | Fran                      | Released Straight-to-Video                                                           |
| 1991   | Els nois del barri (Boyz n the Hood)          | Reva Devereaux            |                                                                                      |
| 1991   | La ciutat de l'esperança (City of Hope)       | Reesha                    |                                                                                      |
| 1992   | Passion Fish                                  | Dawn/Rhonda               |                                                                                      |
| 1992   | Sang fresca (Innocent Blood)                  | Fiscal Sinclair           |                                                                                      |
| 1992   | Malcolm X                                     | Betty Shabazz             |                                                                                      |
| 1993   | What's Love Got to Do with It                 | Tina Turner               | Globus d'Or a la millor actriu musical o còmica Nominació − Oscar a la millor actriu |
| 1995   | Vampire in Brooklyn                           | Detectiu Rita Veder       |                                                                                      |
| 1995   | Panther                                       | Betty Shabazz             |                                                                                      |
| 1995   | Strange Days                                  | Lornette 'Mace' Mason     |                                                                                      |
| 1995   | Waiting to Exhale                             | Bernadine 'Bernie' Harris |                                                                                      |
| 1999   | Our Friend, Martin                            | Mare de Miles             |                                                                                      |
| 1999   | Music of the Heart                            | Janet Williams            |                                                                                      |
| 2000   | Supernova: La fi de l'univers (Supernova)     | Dr. Kaela Evers           |                                                                                      |
| 2000   | Whispers: An Elephant's Tale                  | Groove                    | Veu                                                                                  |
| 2000   | Boesman and Lena                              | Lena                      |                                                                                      |
| 2001   | The Score                                     | Diane                     |                                                                                      |
| 2002   | Sunshine State                                | Desiree Stokes Perry      |                                                                                      |
| 2003   | Masked and Anonymous                          | Mistress                  |                                                                                      |
| 2004   | The Lazarus Child                             | Dra. Elizabeth Chase      |                                                                                      |
| 2004   | Mr. 3000                                      | Maureen 'Mo' Simmons      |                                                                                      |
| 2005   | Mr. & Mrs. Smith                              | Cap de Mr. Smith          |                                                                                      |
| 2006   | Akeelah and the Bee                           | Tanya Anderson            |                                                                                      |
| 2007   | Descobrint els robinsons (Meet the Robinsons) | Mildred                   |                                                                                      |
| 2008   | Gospel Hill                                   | Sarah Malcolm             |                                                                                      |
| 2008   | Of Boys and Men                               | Rieta Cole                |                                                                                      |
| 2008   | Meet the Browns                               | Brenda Brown              |                                                                                      |
| 2008   | Nothing But the Truth                         | Bonnie Benjamin           |                                                                                      |
| 2009   | Notorious                                     | Voletta Wallace           |                                                                                      |

| Televisió  | Televisió                                       | Televisió                                 | Televisió                                                                                     |
| Any        | Títol                                           | Personatge                                | Notes                                                                                         |
| ---------- | ----------------------------------------------- | ----------------------------------------- | --------------------------------------------------------------------------------------------- |
| 1985       | Doubletake                                      | Prostituta                                | CBS TV                                                                                        |
| 1985       | Spenser: For Hire                               | Joe's Daughter                            | Episodi: The Choice                                                                           |
| 1985, 1988 | The Cosby Show                                  | Mrs. Mitchell Paula                       | 1984-1985, Episodi: Mr. Quiet 1987-1988, Episodi: Bookworm                                    |
| 1986       | Liberty                                         | Linda Thornton                            | NBC TV                                                                                        |
| 1987       | Ryan's Hope                                     | Leonie Peach                              |                                                                                               |
| 1989       | A Man Called Hawk                               | Bailey Webster                            | Episodi: The Master's Mirror Episodi: Never My Love                                           |
| 1989       | Tour of Duty                                    | Camilla Patterson                         | Episodi: Hard Stripe Episodi: The Volunteer                                                   |
| 1989       | 227                                             | Amy Burnett                               | 1989-1990, episodi: A Pampered Tale                                                           |
| 1989       | Thirtysomething                                 | Kate Harriton                             | 1989-1990, episodi: Legacy                                                                    |
| 1990       | Family of Spies                                 | Bev Andress                               | CBS TV                                                                                        |
| 1990       | Alien Nation                                    | Renee Longstreet                          | Episodi: Eyewitness News                                                                      |
| 1990       | Challenger                                      | Cheryl McNair                             | ABC TV                                                                                        |
| 1990       | Equal Justice                                   | Janet Fields                              | Episodi: Goodbye, Judge Green                                                                 |
| 1990       | In the Best Interest of the Child               | Lori                                      | CBS TV                                                                                        |
| 1990       | Perry Mason: In the Case of the Silenced Singer | Carla Peters                              | NBC TV                                                                                        |
| 1991       | Line of Fire: The Morris Dees Story             | Pat                                       | NBC TV                                                                                        |
| 1991       | The Flash                                       | Linda Lake                                | Episodi: Beat the Clock                                                                       |
| 1991       | Fire: Trapped on the 37th Floor                 | Allison                                   | ABC TV                                                                                        |
| 1991       | Stat                                            | Dr. Willie Burns                          | Episodi: Ladyfinger                                                                           |
| 1991       | The Heroes of Desert Storm                      | Phoebe Jeter                              | ABC TV                                                                                        |
| 1991       | Locked Up: A Mother's Rage                      | Willie                                    | TV                                                                                            |
| 1991       | One Special Victory                             | Lois                                      | NBC TV                                                                                        |
| 1992       | Nightmare Cafe                                  | Evelyn                                    | Episodi: Sanctuary for a Child                                                                |
| 1992       | The Jacksons: An American Dream                 | Katherine Jackson                         | ABC Mini-sèrie                                                                                |
| 1995       | Get Smart                                       | Paper sense crèdits Runway Model          | Episodi: Pilot                                                                                |
| 2001       | Ruby's Bucket of Blood                          | Ruby Delacroix                            | TV                                                                                            |
| 2002       | The Rosa Parks Story                            | Rosa Parks                                | Nominació − Primetime Emmy a la millor actriu en minisèrie o telefilm                         |
| 2003       | Freedom: A History of Us                        | Sheyann Webb Melba Pattillo Beals         | PBS Mini-sèrie Episodi: Marching to Freedom Land Episodi: Let Freedom Ring                    |
| 2005       | Alias                                           | Director de la CIA Hayden Chase           | Episodis 4ª temporada:Authorized Personnel Only, The Index, The Descent, i Search And Rescue  |
| 2006       | Time Bomb                                       | Jill Greco                                | CBS TV                                                                                        |
| 2008       | ER                                              | Catherine Banfield                        |                                                                                               |
| 2013-2016  | American Horror Story                           | Desiree Dupree Ramona Royale Marie Laveau | Nominació − Primetime Emmy a la millor actriu secundària en minisèrie o telefilm (2014, 2015) |

## Guardons
El 20 de març de 2008 va ser honrada amb una estrella al Hollywood Walk of Fame, davant del 7000 del Passeig.